# Vecteur de Runge-Lenz
Dans cet article les vecteurs et leurs normes sont indiqués respectivement en gras et italique. Par exemple : {\displaystyle \left|\left|\mathbf {A} \right|\right|=A}.
En mécanique classique, le vecteur de Runge-Lenz ou invariant de Runge-Lenz est un vecteur utilisé principalement pour décrire la forme et l'orientation de l'orbite d'un corps astronomique autour d'un autre, comme dans le cas d'une planète autour d'une étoile.
Pour deux corps en interaction gravitationnelle, le vecteur de Runge-Lenz est une constante du mouvement, ce qui signifie qu'il prend la même valeur en n'importe quel point de l'orbite ; de manière équivalente on dit que le vecteur de Runge-Lenz se conserve. Plus généralement le vecteur de Runge-Lenz est conservé pour n'importe quel problème à deux corps interagissant par le biais d'une force centrale variant comme l'inverse du carré de la distance entre eux. De tels problèmes sont appelés « problèmes de Kepler ».
L'atome d'hydrogène est un problème de Kepler puisqu'il comprend deux charges en interaction électrostatique, une autre force centrale en carré inverse de la distance. Le vecteur de Runge-Lenz fut essentiel dans les premières descriptions quantiques  du spectre d'émission de l'atome d'hydrogène après le développement de l'équation de Schrödinger. Cependant cette approche est aujourd'hui très peu utilisée.
En mécaniques classique et quantique, les grandeurs conservées correspondent généralement à une symétrie du problème. La conservation du vecteur de Runge-Lenz est associée à une symétrie inhabituelle : le problème de Kepler est mathématiquement équivalent à une particule se déplaçant librement sur une 3-sphère, ce qui implique que le problème est symétrique pour certaines rotations dans un espace à quatre dimensions. Cette symétrie supérieure résulte de deux propriétés du problème de Kepler : le vecteur vitesse se déplace toujours dans un cercle parfait et, pour une énergie totale donnée, tous les cercles de vitesse s'interceptent en deux mêmes points.
Le vecteur de Runge–Lenz est nommé d'après Carl Runge et Wilhelm Lenz. Il est également connu sous les noms de vecteur de Runge,, de Lenz,, ou de Pauli ou de vecteur de Laplace (d'après Pierre-Simon de Laplace) bien qu'aucun de ces scientifiques ne l'ait découvert. Le vecteur de Runge-Lenz a en réalité été redécouvert plusieurs fois.
Le vecteur de Runge-Lenz est relié au vecteur excentricité utilisé en mécanique céleste et en astronautique,. Il est aussi relié au vecteur de Hamilton. Plusieurs généralisations du vecteur de Runge-Lenz ont été définies pour tenir compte de la relativité générale, du champ électromagnétique et des différents types de forces centrales.

## Contexte
Une particule seule se déplaçant sous l'effet d'une force centrale conservative possède au minimum quatre constantes du mouvement : son énergie totale, et les trois composantes du vecteur moment cinétique L. La trajectoire de la particule est contenue dans un plan défini par sa quantité de mouvement initiale p (ou de manière équivalente par sa vitesse v) et par le rayon-vecteur r entre la particule et le centre de force (voir ci-dessous Figure 1).
Comme défini ci-dessous (voir Définitions mathématiques), le vecteur de Runge-Lenz A est toujours contenu dans le plan de la trajectoire pour une force centrale. Cependant A n'est constant que pour une force centrale en carré inverse. Pour de nombreuses forces ce vecteur A n'est pas constant mais change en norme et en direction ; si le champ de force centrale suit approximativement une loi en carré inverse, le vecteur A est approximativement constant en norme mais tourne lentement en direction. Un vecteur de Runge-Lenz généralisé {\displaystyle {\mathcal {A}}} se conservant peut être défini pour toutes les forces centrales mais le vecteur est alors une fonction compliquée de la position et n'est généralement pas exprimable de façon analytique,.
Le plan de la trajectoire est perpendiculaire au vecteur moment cinétique L qui est constant ; ceci peut être exprimé par le produit scalaire r·L = 0 ; de la même façon, A étant contenu dans ce plan : A·L = 0.

## Histoire des redécouvertes
Le vecteur de Runge-Lenz A est une constante du mouvement du problème de Kepler, utile pour décrire les orbites astronomiques, telles que le mouvement des planètes. Néanmoins son usage n'a jamais été très répandu parmi les physiciens peut-être parce qu'il est moins intuitif que la quantité de mouvement ou le moment cinétique. C'est la raison pour laquelle il a été redécouvert plusieurs fois au cours des trois derniers siècles.
Jakob Hermann (1678-1733) est considéré comme ayant découvert le vecteur,. Il est le premier à montrer que A est conservé dans le cas particulier des forces centrales en carré inverse, et travailla sur ses connexions avec l'excentricité orbitale dans le cas des orbitales elliptiques.
En 1710, Jean Bernoulli (1667-1748) généralise les travaux de Hermann, et donne tant la direction que la norme du vecteur.
À la fin du XVIIIe siècle, Pierre-Simon de Laplace redécouvre la conservation de A, l'obtenant de manière analytique et non plus de façon géométrique.
Vers le milieu du XIXe siècle, William Rowan Hamilton détermine le vecteur excentricité, qui est équivalent, et l'utilise pour montrer que le vecteur quantité de mouvement p décrit un cercle pour un mouvement effectué sous une force centrale en carré inverse (Figure 3).
Au début du XXe siècle, Josiah Willard Gibbs trouve le même vecteur par analyse vectorielle. La méthode de Gibbs est citée en exemple par Carl Runge dans un livre allemand sur les vecteurs.
En 1924, Wilhelm Lenz (1888-1957) publie un article sur le traitement quantique de l'atome d'hydrogène,,. Il y utilise le vecteur pour calculer les niveaux d'énergie des mouvements képlériens perturbés dans le cadre de la théorie quantique alors en vigueur. Dans sa description du vecteur, il cite l'ouvrage de Runge. 
En 1926, Wolfgang Pauli (1900-1958) publie un article sur la dérivation des niveaux d'énergie de l'atome d'hydrogène en utilisant la mécanique matricielle et non l'équation de Schrödinger,,. Pour sa dérivation, il part du vecteur qu'il présente comme  « précédemment utilisé par Lenz ».
À la suite de l'article de Pauli, le vecteur commence à être connu comme le « vecteur de Runge-Lenz ». Ainsi désigné, le vecteur est un exemple de la loi de Stigler. Aussi a-t-il été suggéré de le nommer « vecteur de Herrmann-Bernoulli-Laplace-Hamilton-Runge-Lenz » voire « vecteur de Herrmann-Bernoulli-Laplace-Hamilton-Runge-Lenz-Pauli ».

## Définitions mathématiques
Pour une particule seule mise en mouvement par une force centrale en carré inverse de la distance décrite par l'équation {\displaystyle \mathbf {F} (r)={\frac {-k}{r^{2}}}\mathbf {\hat {r}} }, le vecteur de Runge-Lenz A est défini mathématiquement par la formule
{\displaystyle \mathbf {A} =\mathbf {p} \wedge \mathbf {L} -mk\mathbf {\hat {r}} },
où

Figure 1: Le vecteur de Runge-Lenz A (en rouge) en quatre points (notés 1, 2, 3, 4) de l'orbite elliptique d'une particule liée se déplaçant sous l'effet d'une force centrale en carré inverse. Le centre d'attraction est représenté par le point noir duquel partent les rayons vecteurs r. Le vecteur moment cinétique L est perpendiculaire à l'orbite. Les vecteurs coplanaires p ∧ L et (mk/r)r sont respectivement en bleu et vert ; ces variables sont définies dans le texte. Le vecteur A est constant en direction et en norme.

- {\displaystyle m\!\,} est la masse de la particule ponctuelle se déplaçant sous l'effet de la force centrale,
- {\displaystyle \mathbf {p} \!\,} est le vecteur quantité de mouvement,
- {\displaystyle \mathbf {L} =\mathbf {r} \wedge \mathbf {p} \!\,} est son vecteur moment cinétique,
- {\displaystyle k\!\,} est un paramètre décrivant l'intensité de la force,
- {\displaystyle \mathbf {r} \!\,} est le vecteur position de la particule (Figure 1), et
- {\displaystyle \mathbf {\hat {r}} \!\,} est le vecteur unitaire correspondant, i.e., {\displaystyle \mathbf {\hat {r}} ={\frac {\mathbf {r} }{r}}} où r est la norme de r.

Étant donné que la force est supposée conservative, l'énergie totale E est une constante du mouvement:
{\displaystyle E={\frac {p^{2}}{2m}}-{\frac {k}{r}}={\frac {1}{2}}mv^{2}-{\frac {k}{r}}}.
De plus la force étant centrale, le moment cinétique L est également constant et définit le plan dans lequel la particule se déplace. Le vecteur de Runge-Lenz est perpendiculaire à L car p ∧ L et r sont perpendiculaires à L. Il s'ensuit que A est contenu dans le plan de l'orbite.
Cette définition de A est applicable pour une particule seule et ponctuelle de masse m se déplaçant sous l'effet d'une force donnée. Cependant la même définition peut être étendue au problème à deux corps, tel que le problème de Kepler, en prenant pour m la masse réduite des deux corps et pour r le vecteur entre les deux corps.
Une alternative pour la même constante du mouvement est également possible. La plus commune est de diviser par {\displaystyle mk} pour définir le vecteur excentricité
{\displaystyle \mathbf {e} ={\frac {\mathbf {A} }{mk}}={\frac {1}{mk}}(\mathbf {p} \wedge \mathbf {L} )-\mathbf {\hat {r}} }.

## Obtention de l'orbite de Kepler

Figure 2: version simplifiée de la Figure 1, définissant l'angle θ entre A et r en un point de l'orbite.

La forme et l'orientation des orbites dans le problème à deux corps de Kepler peuvent être déterminées à partir du vecteur de Runge-Lenz comme suit. Le produit scalaire de A par le vecteur position r donne l'équation
{\displaystyle \mathbf {A} \cdot \mathbf {r} =Ar\cos \theta =\mathbf {r} \cdot \left(\mathbf {p} \wedge \mathbf {L} \right)-mkr},
où θ est l'angle entre r et A (Figure 2). En permutant le produit mixte
{\displaystyle \mathbf {r} \cdot \left(\mathbf {p} \wedge \mathbf {L} \right)=\left(\mathbf {r} \wedge \mathbf {p} \right)\cdot \mathbf {L} =\mathbf {L} \cdot \mathbf {L} =L^{2}},
et un réarrangement conduit à la formule de définition d'une conique
{\displaystyle {\frac {1}{r}}={\frac {mk}{L^{2}}}\left(1+{\frac {A}{mk}}\cos \theta \right)}
d'excentricité {\displaystyle e\!\,}
{\displaystyle e={\frac {A}{mk}}={\frac {\left|\mathbf {A} \right|}{mk}}}
et de paramètre p
{\displaystyle \left|p\right|={\frac {L^{2}}{mk}}}.
Le demi-grand axe a de la conique peut être obtenu à partir du paramètre et l'excentricité
{\displaystyle a\left(1\pm e^{2}\right)=p={\frac {L^{2}}{mk}}},
où le signe moins désigne une ellipse et le signe plus une hyperbole.
La norme de A mène à une équation faisant intervenir l'énergie E
{\displaystyle A^{2}=m^{2}k^{2}+2mEL^{2}\,},
ce qui peut être réécrit en termes d'excentricité
{\displaystyle e^{2}-1={\frac {2L^{2}}{mk^{2}}}E}.
Donc, si l'énergie est négative (état lié) l'excentricité est inférieure à un et l'orbite est une ellipse. Si l'énergie est positive (état libre ou état de diffusion), l'excentricité est supérieure à un est l'orbite est une hyperbole. Pour finir, si l'énergie est exactement égale à zéro l'orbite est une parabole (excentricité égale à 1). Dans tous les cas A est colinéaire à l'axe de symétrie de la conique et est dirigé du centre de force vers le periapside, point de plus courte approche.

## Hodographes circulaires de la quantité de mouvement

Figure 3 : le vecteur quantité de mouvement p (en bleue) décrit un cercle quand la particule se déplace sur l'ellipse. Les quatre points notés sont ceux de la Figure 1. Le cercle est centré sur l'axe p_{y} à la position A/L (en magenta) et a un rayon mk/L (en vert). L'angle η détermine l'excentricité e de l'orbite elliptique (cos η = e). Par le théorème des angles inscrits dans un cercle, η est aussi l'angle formé par n'importe quel point du cercle et les deux points d'intersection avec l'axe p_{x} situés en p_{x}=±p_{0}.

La conservation du vecteur de Runge-Lenz A et du vecteur moment cinétique L est utile pour montrer que le vecteur p se déplace sur un cercle dans un mouvement à force centrale suivant une loi en carré inverse,. Le produit vectoriel de A et L mène à une équation pour p
{\displaystyle L^{2}\mathbf {p} =\mathbf {L} \wedge \mathbf {A} -mk{\hat {\mathbf {r} }}\wedge \mathbf {L} }.
En prenant L le long de l'axe z et le grand axe suivant l'axe x on obtient l'équation :
{\displaystyle p_{x}^{2}+\left(p_{y}-A/L\right)^{2}=\left(mk/L\right)^{2}}.
En d'autres termes, le vecteur quantité de mouvement p décrit un cercle de rayon mk/L centré en (0, A/L). L'excentricité e correspond au cosinus de l'angle η vu à la Figure 3. Il est également intéressant d'introduire la variable {\displaystyle p_{0}={\sqrt {2m\left|E\right|}}}. Cet hodographe circulaire permet d'illustrer la symétrie du problème de Kepler.

## Constantes du mouvement et superintégrabilité
Les sept grandeurs scalaires E, A et L (étant des vecteurs, les deux dernières comptent comme trois grandeurs conservées chacune) sont reliées par deux équations A · L = 0 et A2 = m2k2 + 2 m E L2, ce qui laisse 5 constantes du mouvement indépendantes. Ceci est cohérent avec les six conditions initiales du système (la position initiale et le vecteur vitesse initiale ayant chacune trois composantes) qui détermine l'orbite de la particule puisque la date initiale ne peut pas être déterminée par une constante du mouvement. Étant donné que la norme de A (et donc l'excentricité e de l'orbite) peut être déterminée par le moment cinétique L et l'énergie E, seule la direction de A est conservée indépendamment ; en outre, comme A doit être orthogonal à L, il ne fournit en fait qu'une seule constante du mouvement.
Un système mécanique à d degrés de liberté peut avoir au maximum 2d – 1 constantes du mouvement indépendantes, puisqu'il y a 2d conditions initiales et que la date initiale ne peut être déterminée par une constante du mouvement. Un système qui possède plus de d constantes du mouvement est appelé superintégrable et un système à 2d − 1 constantes est dit maximalement superintégrable.
Puisque l'équation de Hamilton-Jacobi dans un système de coordonnées ne mène qu'à d constantes du mouvement, les systèmes intégrables sont séparables dans plus d'un système de coordonnées Le problème de Kepler est maximalement superintégrable puisqu'il possède 3 degrés de liberté et 5 constantes du mouvement indépendantes ; son équation de Hamilton-Jacobi est séparable à la fois en coordonnées sphériques et en coordonnées paraboliques. Les systèmes maximalement superintégrables mènent à des orbites fermées à une dimension dans l'espace des phases, puisque l'orbite est l'intersection des iso-surfaces de leurs constantes du mouvement dans l'espace des phases. Ces systèmes peuvent être quantifiés canoniquement en utilisant uniquement des relations de commutation comme expliqué plus bas.

## Évolution dans des potentiels perturbés

Figure 5: précession graduelle d'une orbite elliptique d'excentricité e=0,667. Une telle précession apparaît dans le problème de Kepler si la force centrale attractive s'écarte légèrement d'une loi en carré inverse. Le taux de précession peut être calculé grâce aux formules données dans le texte.

Le vecteur de Runge-Lenz A est conservé uniquement pour une force centrale suivant loi strictement en carré inverse. Dans la plupart des problèmes pratiques tels que les mouvements de planètes, l'énergie potentielle d'interaction entre deux corps ne découle pas rigoureusement d'une telle loi et peut inclure un terme additif, appelé potentiel de perturbation h(r). Dans de tels cas le vecteur de Runge-Lenz tourne lentement dans le plan de l'orbite ce qui correspond à une lente précession du périastre de l'orbite. Par hypothèse le potentiel de perturbation h(r) est conservatif et central, ce qui implique que l'énergie totale E et le vecteur moment cinétique L sont conservés. En conséquence le mouvement reste contenu dans un plan perpendiculaire à L et la norme de A se conserve selon l'équation A2 = m2k2+2mEL2. Le potentiel de perturbation h(r) peut être n'importe quelle fonction mais doit être significativement plus petit que le potentiel découlant de la force en carré inverse entre les deux corps.
La vitesse à laquelle le vecteur de Runge-Lenz tourne donne des informations sur le potentiel de perturbation h(r). En utilisant la théorie des perturbations canoniques et les coordonnées action-angle, on obtient immédiatement que A tourne à la vitesse
{\displaystyle {\begin{array}{rcl}{\frac {\partial }{\partial L}}\langle h(r)\rangle &=&\displaystyle {\frac {\partial }{\partial L}}\left\{{\frac {1}{T}}\int _{0}^{T}h(r)\,dt\right\}\\[1em]&=&\displaystyle {\frac {\partial }{\partial L}}\left\{{\frac {m}{L^{2}}}\int _{0}^{2\pi }r^{2}h(r)\,d\theta \right\}.\end{array}}},
où T est la période orbitale et dans laquelle l'identité L dt = m r2 dθ a été utilisée pour convertir l'intégrale temporelle en intégrale angulaire (Figure 5). L'expression entre crochets, 〈h(r)〉, représente la moyenne sur une période du potentiel de perturbation, c'est-à-dire la moyenne pour la particule décrivant complètement une fois son orbite. Mathématiquement la moyenne temporelle, qui est la grandeur entre accolades, permet d'éliminer les fluctuations dans le taux de rotation.
Cette approche a été utilisée pour permettre une vérification de la théorie d'Einstein de la relativité générale, qui ajoute un terme cubique de perturbation au potentiel gravitationnel newtonien
{\displaystyle h(r)={\frac {kL^{2}}{m^{2}c^{2}}}\left({\frac {1}{r^{3}}}\right)}.
En injectant cette fonction dans l'intégrale et en utilisant l'équation
{\displaystyle {\frac {1}{r}}={\frac {mk}{L^{2}}}\left(1+{\frac {A}{mk}}\cos \theta \right)}
pour exprimer r en fonction de θ, la précession du périastre due à des perturbations non-newtonniennes est
{\displaystyle {\frac {6\pi k^{2}}{TL^{2}c^{2}}}},
ce qui correspond étroitement à l'anomalie observée de la précession de Mercure et des pulsars binaires. Cet accord avec l'expérience est considéré comme une preuve importante de la validité de la relativité générale,.

## Crochets de Poisson
Les trois composantes Li du vecteur moment cinétique L ont les crochets de Poisson
{\displaystyle \left\{L_{i},L_{j}\right\}=\sum _{s=1}^{3}\epsilon _{ijs}L_{s}},
où i=1,2,3 et εijs est le symbole de Levi-Civita ; l'indice de sommation s est utilisé ici pour éviter l'ambiguïté avec le paramètre k de la force vue plus haut.
Comme expliqué plus bas une autre échelle du vecteur de Runge-Lenz, D, peut être définie dans la même unité que le moment cinétique en divisant A par p0. Le crochet de Poisson de D avec le vecteur moment cinétique L peut être sous une forme similaire
{\displaystyle \left\{D_{i},L_{j}\right\}=\sum _{s=1}^{3}\epsilon _{ijs}D_{s}}.
Le crochet de Poisson de D avec lui-même dépend du signe de E. Pour des énergies négatives (systèmes liés de trajectoire fermée, elliptique si la force suit une loi en carré inverse) le crochet de Poisson est :
{\displaystyle \left\{D_{i},D_{j}\right\}=\sum _{s=1}^{3}\epsilon _{ijs}L_{s}}
tandis que pour une énergie positive (systèmes libres de trajectoire ouverte, hyperbolique si la force est en carré inverse de la distance) le crochet a le signe opposé
{\displaystyle \left\{D_{i},D_{j}\right\}=-\sum _{s=1}^{3}\epsilon _{ijs}L_{s}}.
Les opérateurs de Casimir pour des énergies négatives sont définis par
{\displaystyle C_{1}=\mathbf {D} \cdot \mathbf {D} +\mathbf {L} \cdot \mathbf {L} ={\frac {mk^{2}}{2\left|E\right|}}}
{\displaystyle C_{2}=\mathbf {D} \cdot \mathbf {L} =0}
et ont des crochets de Poisson nuls avec toutes les composantes de D et L
{\displaystyle \left\{C_{1},L_{i}\right\}=\left\{C_{1},D_{i}\right\}=\left\{C_{2},L_{i}\right\}=\left\{C_{2},D_{i}\right\}=0}.
C2 est nul de manière évidente, puisque les deux vecteurs sont toujours perpendiculaires. Cependant l'autre invariant C1 n'est pas trivial et dépend seulement de m, k et E. Cet invariant permet d'obtenir les niveaux d'énergie de l'atome d'hydrogène en utilisant uniquement les relations de commutation de la mécanique quantique à la place de la méthode plus commune s'appuyant sur l'équation de Schrödinger.

## Mécanique quantique de l'atome d'hydrogène

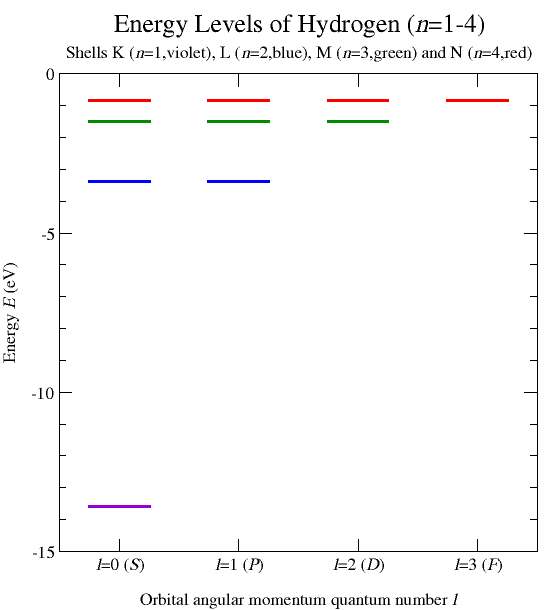
Figure 6: Niveaux d'énergie de l'atome d'hydrogène tels que prévus par les relations de commutation des opérateurs moment cinétique et vecteur de Runge-Lenz ; ces niveaux d'énergie ont été vérifiés expérimentalement.

Les crochets de Poisson fournissent une méthode simple de quantification canonique d'un système mécanique ; la relation de commutation de deux opérateurs quantiques  est égal au crochet de Poisson des variables classiques correspondantes multiplié par {\displaystyle i\hbar }. En menant le calcul de cette quantification et en déterminant les valeurs propres de l'opérateur de Casimir {\displaystyle C_{1}} du problème de Kepler, Wolfgang Pauli a obtenu spectre énergétique des atomes hydrogénoïdes (Figure 6) et donc leur spectre d'émission atomique. Ce résultat élégant a été obtenu avant le développement de la mécanique ondulatoire.
Une subtilité de l'opérateur quantique associé au vecteur de Runge-Lenz A est que les opérateurs impulsion et moment cinétique ne commutent pas ; le produit vectoriel de p et L doit alors être défini avec précaution. Généralement, les opérateurs pour les composantes cartésiennes As sont définis en utilisant un produit symétrique :
{\displaystyle A_{s}=-mk{\hat {r}}_{s}+{\frac {1}{2}}\sum _{i=1}^{3}\sum _{j=1}^{3}\epsilon _{sij}\left(p_{i}l_{j}+l_{j}p_{i}\right)}
à partir desquels les opérateurs d'échelle correspondants peuvent être définis
{\displaystyle J_{0}=A_{3}\,}
{\displaystyle J_{\pm 1}=\mp {\frac {1}{\sqrt {2}}}\left(A_{1}\pm iA_{2}\right)}.
Un premier opérateur de Casimir normalisé peut de la même manière être défini
{\displaystyle C_{1}=-{\frac {mk^{2}}{2\hbar ^{2}}}H^{-1}-I},
où H−1 est l'inverse de l'opérateur énergie hamiltonien et I est l'opérateur identité. En appliquant cet opérateur aux états propres {\displaystyle \left|lmn\right.\rangle } des opérateurs moment cinétique total, moment cinétique azimutal et énergie, les valeurs propres du premier opérateur de Casimir C1 sont n2 - 1 ; elles sont indépendantes des nombres quantiques l et m, rendant les états d'énergie dégénérés. Les états d'énergie sont donnés par
{\displaystyle E_{n}=-{\frac {mk^{2}}{2\hbar ^{2}n^{2}}}},
ce qui est équivalent à la formule de Rydberg pour les atomes hydrogénoïdes (Figure 6).

## Conservation et symétrie
La conservation du vecteur de Runge-Lenz correspond à une symétrie subtile du système. En mécanique classique les symétries sont des opérations continues qui permettent de passer d'une orbite à une autre sans changer l'énergie du système ; en mécanique quantique les symétries sont des opérations continues qui mélangent les orbitales atomiques de même énergie c'est-à-dire qui provoquent une dégénérescence des niveaux d'énergie. Une grandeur se conservant est généralement associée à de telles symétries. Par exemple toute force centrale est symétrique par le groupe de rotations SO(3) ce qui mène à la conservation du moment cinétique L. Classiquement une rotation complète du système ne modifie pas l'énergie de l'orbite ; quantiquement, les rotations combinent les harmoniques sphériques de même nombre quantique l sans changer l'énergie.

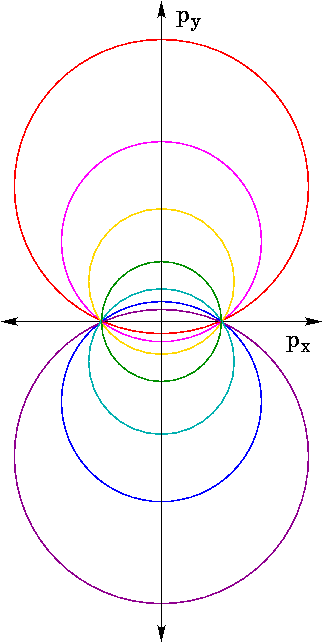
Figure 7 : la famille des hodographes circulaires pour une énergie donnée E. Tous les cercles passent par les deux même points sur l'axe p_{x} (cf. Figure 3). Cette famille d'hodographes correspond à une famille de cercles d'Apollonius et à une isosurface σ de coordonnées bipolaires.

La symétrie d'une force centrale suivant une loi en carré inverse est plus élevée et plus compliquée. La symétrie particulière du problème de Kepler résulte de la conservation simultanée du moment cinétique L et du vecteur de Runge-Lenz A (tel que défini plus haut) et, en mécanique quantique, assure que les niveaux d'énergie de l'atome d'hydrogène ne dépendent pas des nombres quantiques l et m. La symétrie est cependant plus subtile car elle prend place dans un espace de dimension supérieure ; de telles symétries sont parfois appelées « symétries cachées ».
Classiquement la haute symétrie du problème de Kepler permet une perturbation continue des orbites conservant l'énergie mais pas le moment cinétique ; en d'autres termes, des orbites de même énergie mais de moments cinétiques différents (donc d'excentricités différentes) peuvent être transformées continûment les unes en les autres. De manière quantique cela consiste à faire une combinaison d'orbitales différant par leurs nombres quantiques l et m telles que des orbitales atomiques s (l=0) et p (l=1) par exemple. De telles combinaisons ne peuvent être faites en considérant les rotations et translations habituelles à trois dimensions, mais correspondent à une rotation dans un espace de plus grande dimension.
Pour des énergies négatives, c'est-à-dire des systèmes liés, le groupe de plus haute symétrie du système est SO(4), qui conserve la longueur dans un espace à quatre dimensions
{\displaystyle \left|\mathbf {e} \right|^{2}=e_{1}^{2}+e_{2}^{2}+e_{3}^{2}+e_{4}^{2}}
En 1935, Vladimir Fock montre que le problème de Kepler d'un système quantique lié est équivalent au problème d'une particule libre se déplaçant sur une 3-sphère dans un espace à quatre dimensions. Plus précisément Fock montre que l'équation de Schrödinger des fonctions d'onde dans l'espace des moments est la projection stéréographique des harmoniques sphériques sur la sphère.